# 智勇三寶
《智勇三寶》，是1985年上映的香港喜劇電影，由午馬執導，許冠文、吳耀漢、岑建勳和葉德嫻主演。是香港一系列關於反黑組的喜劇電影，片名依次為《神勇雙響炮》（1984年）、《雙龍出海》（1984年）、《智勇三寶》（1985年）和《雙龍吐珠》（1986年）。

## 簡介
《智勇三寶》由港產片多位笑匠合作，包括：《半斤八両》許冠文、《奇謀妙計五福星》吳耀漢和《神勇雙響砲》岑建勳。《智勇三寶》英文片名「Mr Boo Meets Pom Pom」，分別取材於許冠文的成名作《半斤八両》日本版名稱（Mr Boo!），以及吳耀漢和岑建勳前作《神勇雙響炮》（Pom Pom）。電影中吳耀漢和岑建勳繼續擔演一對活寶貝反黑組探員吳阿秋和貝多芬；而許冠文則演科學犯罪調查專家文，亦是許冠文於1974-1980年代初，拍攝許氏兄弟喜劇系列（包括《半斤八兩》、《賣身契》、《摩登保鏢》）之後，首次和嘉禾以外的公司合作，並只擔任演員崗位。

## 劇情
一日，四傻賊械劫銀行，誤觸警鐘之餘，一傻賊更被困於保險庫中。陳Sir接獲通知，率大隊警員將銀行包圍，並召「雙響炮」——吳阿秋（吳耀漢 飾）與貝多芬（岑建勳 飾）到場協助，另一方面亦請來科學犯罪調查科的專家文（許冠文 飾），擬人質救出即打開保險庫。秋與芬運用機智救出人質，令傻賊束手就擒，文不甘被冷落，故意向芬借取配槍，鳴槍點煙，而使芬對他另眼相看。文無意中發現珠寶楊（翁世傑 飾）與其妻子杜白莉（胡茵夢 飾）約會。文為維護專家尊嚴，決意警戒楊，遂駕著心愛的綿羊仔與珠寶楊的名貴跑車爭車位，豈料被撞倒，綿羊仔亦被輾成廢鐵。文大受刺激，剛巧秋與芬路過，代文出了一口氣，文大為受用，遂邀請兩人一同晚膳。

## 角色
| 演員   | 角色     | 備註         |
| ------ | -------- | ------------ |
| 吳耀漢 | 吳阿秋   | 雙主角之一。 |
| 岑建勳 | 貝多芬   | 雙主角之一。 |
| 許冠文 | 專家文   |              |
| 葉德嫻 | 安娜     |              |
| 翁世傑 | 珠寶楊   |              |
| 胡茵夢 | 杜白莉   |              |
| 午馬   | 銀行劫匪 |              |

## 獎項
| 年份 | 頒獎典禮            | 獎項       | 獲提名 | 結果 |
| ---- | ------------------- | ---------- | ------ | ---- |
| 1986 | 第5屆香港電影金像獎 | 最佳男主角 | 許冠文 | 提名 |

## 外部連結
- 香港影庫上《智勇三寶》的資料（繁體中文）
- 豆瓣电影上《智勇三寶》的資料 （简体中文）
- 时光网上《智勇三寶》的資料（简体中文）
- 互联网电影数据库（IMDb）上《智勇三寶》的资料（英文）